# Колесников, Алексей Константинович
Алексе́й Константи́нович Коле́сников (1895 — ноябрь 1967) — начальник Кооперативного управления НКВД СССР, подполковник госбезопасности (1943).

## Биография
Родился в семье служащего-статистика, политического ссыльного (отец умер в 1904). Образование получил в 3-классной приходской школе города Орла в 1909. С 15 лет работал в родном городе: ученик в типографии Зайцева с октября 1910 по июнь 1911, ученик в частной бакалейной лавке до декабря 1911, ученик у веломастера Григорьева до марта 1912, ученик в Землеустроительной комиссии до июля 1913, корреспондент конторы акционерного общества Мальцовских заводов до ноября 1915.
В царской армии рядовой Отдельного пехотного батальона а Саратове с ноября 1915 по февраль 1916, затем рядовой самокатного батальона в Петрограде до апреля 1917, тогда же становится членом РСДРП(б). Вернулся на должность корреспондента конторы акционерного общества Мальцовских заводов, где проработал с апреля по сентябрь 1917. Затем секретарь Орловского губернского комитета, затем городского комитета РСДРП(б)—РКП(б) до апреля 1919. В РККА рядовой Казанского коммунистического батальона на Восточном фронте с апреля по август 1919.
В органах ВЧК—ГПУ—ОГПУ следователь Особого отдела 12-й армии с августа 1919. Начальник Информационного отдела (ИНФО) и агентуры Особого отдела 12-й армии до 1920. Заместитель начальника Особого отдела 58-й стрелковой дивизии, начальник карательной экспедиции Особого отдела 12-й армии в 1920. Старший инспектор, начальник инспекторского отделения Особого отдела Юго-Западного фронта, Киевского военного округа с 1920 по 1921. Начальник административно-организационной части Особого отдела Киевского военного округа с 1921 до октября 1922. Начальник организационно-инструкторского отдела Административно-организационного управления ГПУ в Москве до 1923. Начальник Хозяйственного отдела (ХОЗО) Административно-организационного управления (АОУ) ГПУ—ОГПУ СССР с 1923 до апреля 1930. Особоуполномоченный ОГПУ СССР по репатриациям, упоминается в январе 1925.
Управляющий делами ВСНХ СССР с апреля 1930 по апрель 1931. Управляющий трестом «Союзстандартжилстрой» с апреля по ноябрь 1931. Учился во Всесоюзной промакадемии им. И. В. Сталина с ноября 1931 по март 1933.
Опять в органах ОГПУ—НКВД как помощник управляющего делами ОГПУ-НКВД СССР по хозяйственным делам с 17 марта 1933, также начальник сельскохозяйственного отдела ОГПУ-НКВД СССР с 5 августа 1933 по 1 февраля 1936. По совместительству заместитель начальника Центрального управления торговли, производственно-бытовых предприятий и общепита (ЦТПУ) НКВД СССР с 1935 до 1 февраля 1936. Становится начальником ЦТПУ НКВД СССР, находясь в должности с 1 февраля по апрель 1936, затем начальник Центрального управления торговли, производственно-бытовых предприятий и общепита (ЦТПО) НКВД—Наркомата внешней торговли СССР с апреля 1936 по март 1937. Начальник Управления шоссейных дорог (УШОСДОР) Управления НКВД Московской области с 15 марта 1937 по 27 мая 1941. Заместитель начальника Дальстроя НКВД СССР по дорожному строительству с 27 мая 1941 по 6 апреля 1946. Временно исполняющий должность начальника ОЧО райотдела НКВД по Юго-Западному горно-промышленному управлению Дальстроя с 1 декабря 1943 по 1944. Начальник Управления военмормеханизации в Москве с апреля 1946 до марта 1947.
Пенсионер в Москве с марта 1947 по май 1950. Заместитель начальника Алтайского эксплуатационно-разведывательного управления в селе Путинцево (Восточный Казахстан) с июня 1950 до июля 1952. Снова пенсионер в Москве с июля 1952.

### Звания
- капитан ГБ;
- подполковник ГБ, 11.02.1943.

### Награды
- знак «Почётный работник ВЧК—ГПУ (V)», 1927;
- орден «Знак Почёта», 17.01.1943;
- орден Трудового Красного Знамени, 24.02.1945;
- орден Красного Знамени, 12.05.1945;
- 1 медаль.